# 克里特酋長國
克里特酋长国（羅馬化：Iqrīṭish或，Iqrīṭiya，羅馬化：Krētē）是一些穆斯林流亡者攻下拜占庭帝国的克里特岛后建立的国家，建立于9世纪20年代后期。961年，被拜占庭帝国灭亡。克里特酋长国承认阿拔斯哈里发为其宗主，但事实上是独立的。
该国的建立者是阿布·哈夫斯·欧麦尔·伊格里蒂希，他率领的一批来自安达卢斯（穆斯林西班牙）的流亡者于827-828年或842年征服了克里特岛，独立建国。拜占庭将领狄奥克提斯托斯于842或843年在岛上登陆，夺回了大部分地区，但很快被打败，之后拜占庭收复该岛的努力也失败了。在埃米尔国存在的135年中，它一直是拜占庭帝国的主要威胁之一，克里特岛控制着东地中海的海上交通，在穆斯林的统治下，它成为了肆虐爱琴海沿岸地区的伊斯兰海盗们的基地和避风港。埃米尔国的内部历史记载不多，但有限的史料表明，除了海盗活动之外，其农业和贸易也相当发达。最终，拜占庭将领尼基弗鲁斯·福卡斯（后来的皇帝尼基弗鲁斯二世）于960-961年指挥大规模远征，夺回克里特岛，消灭了埃米尔国。

## 历史
自7世纪中叶的穆斯林征服以来，克里特岛就常被穆斯林势力攻击。第一次袭击发生于654年，674-675年再次发生，倭马亚哈里发瓦利德一世（705-715年在位）时，穆斯林短暂占领岛上部分地区。尽管袭击不少，但在8世纪，拜占庭帝国基本还能掌控该岛，因为克里特岛距阿拉伯人在黎凡特的海军基地过远，他们无力发起足以攻陷该岛的远征。

### 征服克里特
在拜占庭皇帝米海尔二世（820-829年在位）统治的后半期，一伙来自安达卢斯的流亡者在某一时刻登上克里特岛，开始了他们的征服。这群流亡者已流亡了很长时间，传统上，他们被认为是818年反抗科尔多瓦埃米尔哈克木一世（796-822年在位）起义的幸存者。在这场起义被镇压后，科尔多瓦郊区拉巴德（al-Rabad）的市民被集体流放，一些人定居摩洛哥非斯，剩下1万多人成为海盗，又吸收了另外一些安达卢斯人，在埃及亚历山大登陆，控制了城市，直到827年才被阿拔斯王朝将领阿卜杜拉·本·塔希尔·胡拉萨尼赶走。但现代史家W·库比亚克（W.Kubiak）指出，这种说法与其他历史记载相矛盾，另一些记载指出，安达卢斯海盗早在798-799年就到达了亚历山大，814年就占领了城市；而且进攻克里特岛的领袖阿布·哈夫斯·欧麦尔·伊格里蒂希出身法赫斯·巴勒卢特（Fahs al-Ballut）地方，距科尔多瓦很远。

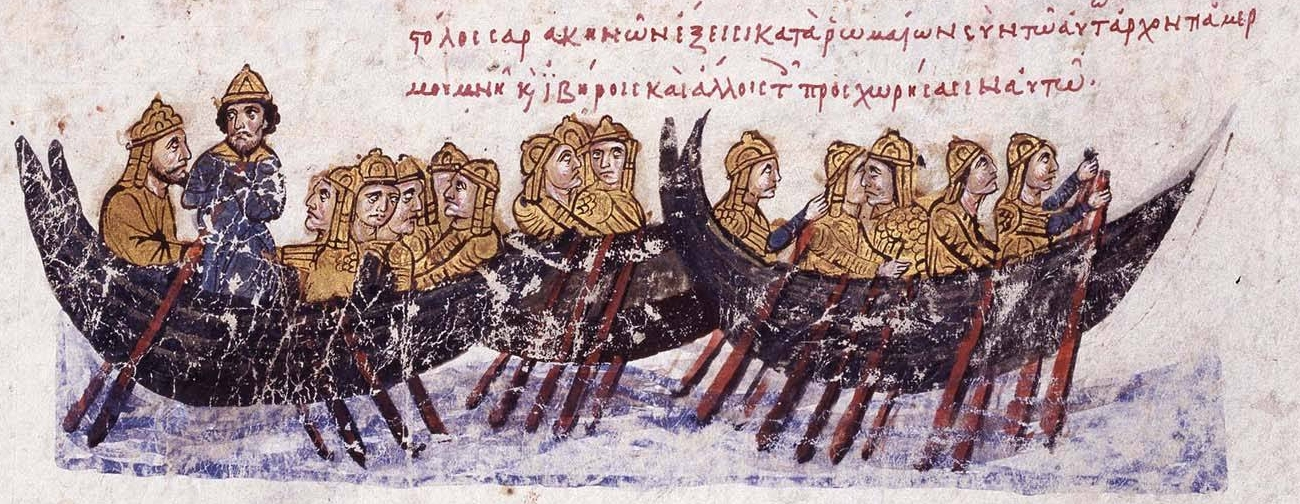
《马德里的斯基里泽斯历史抄本》插图：撒拉逊船只驶向克里特岛

安达卢斯在克里特岛登陆的具体时间难以确定，穆斯林记载通常定时于827或828年，即他们被赶出亚历山大之后。拜占庭方面的记载与之矛盾，将这件事定于平定斯拉夫人托马斯叛乱（821-823年）之后。瓦西里欧斯·克里斯提德斯（Vassilios Christides）和克里斯托斯·马克里普利阿斯（Christos Makrypoulias）等学者考虑了拜占庭反击侵略的部队数量、行动时间，对其指挥官进行群体传记学研究，提出了一个估计的时间：842年。
根据他们与本·塔希尔的协定，安达卢斯海盗与他们的家人乘40艘船离开亚历山大，现代史家沃伦·崔德戈德估计他们总共有1.2万人，其中3千人是可战斗的男子。根据拜占庭史家的记载，他们之前劫掠过克里特岛，已很熟悉岛上情况。他们还称，海盗们本来只想再劫掠一番，但领袖阿布·哈夫斯烧毁了船只，使他们只能留下来征服全岛，鉴于他们已把家人带来，这种记载可能是后来的编造。他们登陆的地点同样未知，一些学者认为是在岛北岸，靠近苏达湾或靠近他们后来建立的据点汉达克斯（希臘語：Χάνδαξ，rabḍ al-kḫandaq，意为“护城河城堡”，今伊拉克利翁），另一些学者认为他们更可能在岛的南岸登陆，然后迁移到人口更稠密的内陆和北海岸。
在安达卢斯人还没有占领全岛之前，米海尔二世皇帝就收到了阿拉伯人登陆的消息，他数次派出远征军试图收复克里特岛。但斯拉夫人托马斯的叛乱造成的巨大损失削弱了帝国反击的能力。如果这次入侵确实是发生在827-828年的话，突尼斯的阿格拉布王朝同一时期也在进攻西西里岛，这也会分散帝国的军力。拜占庭的第一次进攻由安纳托利亚军区将军福特伊诺斯 、“马厩伯爵”达米安（Damian）率领，很快在野战中战败，达米安战死。一年之后，拜占庭组织了由70艘战舰组成的远征军，由基比拉奥特军区将军科拉特罗斯指挥，他们最初获胜，但因此而疏于防备，被夜袭击败。科拉特罗斯逃到科斯岛，但还是被阿拉伯人俘虏，钉死在十字架上。学者马克里普利阿斯（Makrypoulias）认为，这三次战役发生在安达卢斯人完成汉达克斯的修建之前，此时他们的首都还在内陆的戈尔廷。

### 海盗埃米尔国

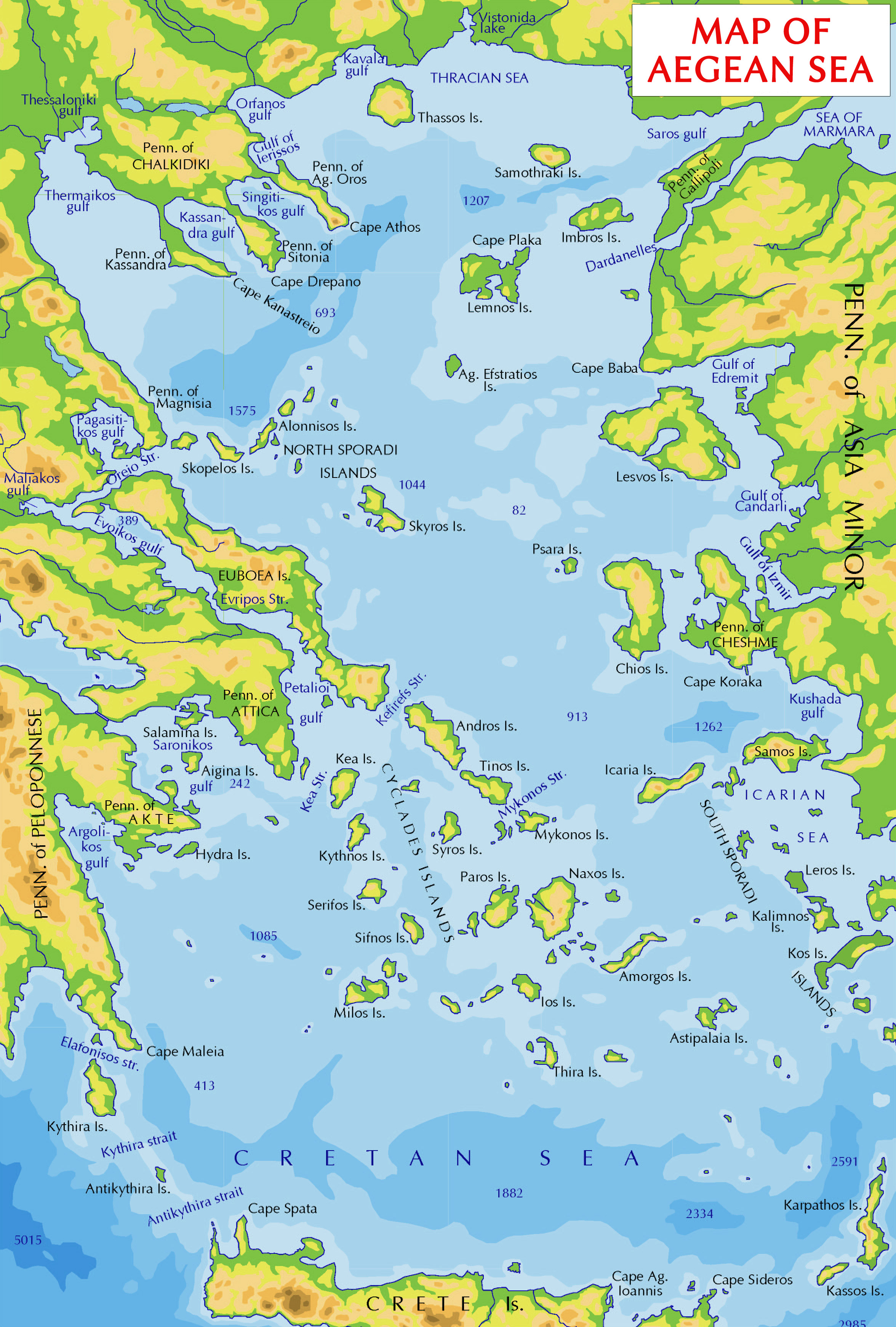
爱琴海地图，克里特岛在其最下部

阿布·哈夫斯率安达卢斯人击退了拜占庭帝国的早期进攻，逐渐巩固了自己对全岛的控制。他承认阿拔斯哈里发的宗主权，但实际上独立统治。克里特岛落入穆斯林之手意义重大，打破了东地中海的势力均衡，并使之前十分安全的爱琴海沿岸地区遭受到频繁且破坏巨大的袭击。
之后这些安达卢斯人又占领了基克拉泽斯群岛中的几个岛屿，但米海尔二世再次组织了一次大规模远征，招募一支海军陆战队——特萨拉孔塔里奥伊（Tessarakontarioi）与新的舰船。将领奥里法斯（ Ὠορυφᾶς）率这支部队成功将阿拉伯人驱逐出爱琴海诸岛，但没能收复克里特。米海尔二世的继承者狄奥菲洛斯（829-842年在位）遣使后倭马亚王朝的阿卜杜-拉赫曼二世，提议联合对付克里特岛上的安达卢斯流亡者，但后者只是表示同意拜占庭帝国任意处置克里特岛，联合无果而终。829年10月，克里特军在萨索斯岛外海歼灭一支帝国海军，使欧里法斯的努力付之流水，爱琴海的大门又向他们打开。之后他们攻击了优卑亚岛（约835-840年）、莱斯博斯岛（837年）、色雷斯西亚军区的海岸，摧毁了拉特罗斯山的修道中心；又被色雷斯西亚军区的将军（总督）君士坦丁·孔多米忒打败，遭受重大损失。
842年狄奥菲洛斯死后，拜占庭帝国的新政府采取一系列新措施来对抗克里特：843年设立新的海军军区——爱琴海军区，以更好地应对阿拉伯人的袭击；同时极有权势的“书记”、摄政大臣狄奥克提斯托斯亲自领兵进攻克里特岛，他成功占领了岛屿的大部分，但君士坦丁堡的政治阴谋迫使他抛下军队赶回国内，留在岛上的军队被阿拉伯人歼灭。853年，为了削弱阿拉伯人的实力，几支拜占庭舰队在东地中海协同作战，攻击了埃及的海军基地杜姆亚特，缴获了原本将送往克里特岛的武器。但尽管此后拜占庭军又取得了几次胜利，克里特人的劫掠在60年代初仍然继续，攻击了伯罗奔尼撒半岛、基克拉泽斯群岛、阿索斯山。866年，拜占庭的“凯撒”巴尔达斯再次组织大军远征克里特，但舰队自首都出发两周后，巴尔达斯就被马其顿人巴西尔（后来的巴西尔一世）暗杀，计划随即取消。

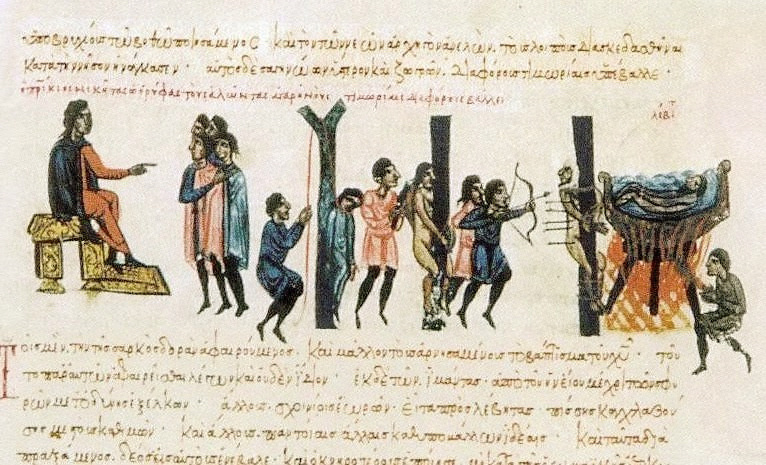
《马德里的斯基里泽斯历史抄本》插图：奥里法斯惩罚克里特岛的萨拉森人

70年代初，克里特人的劫掠强度到达新高度：他们的通常由拜占庭叛变者指挥的舰队活动于爱琴海乃至更远的海域，最远到达达尔马提亚海岸。约873年，拜占庭叛徒佛提欧斯率领的舰队甚至进入马尔马拉海，攻击普罗孔内索斯岛（马尔马拉岛）不克，这是自717-718年阿拉伯人第二次围攻君士坦丁堡以来，第一次有穆斯林舰队接近拜占庭帝国的首都。作为回击，拜占庭将领尼基塔斯·奥里法斯在卡尔迪亚海战中大败其舰队，不久之后，尼基塔斯又在科林斯湾大败克里特海军，抓走许多俘虏，对其施加酷刑以示报复。同一时间，亚扎曼·哈迪姆率领的塔尔苏斯穆斯林舰队又在袭击尤里波斯（今哈尔基斯）时被歼灭。拜占庭的数次胜利导致双方休战，克里特埃米尔塞佩斯（Σαΐπης，即舒艾卜·本·欧麦尔）很可能向拜占庭帝国进贡十年左右。
袭击不久之后便恢复，这次克里特人又得到了来自易弗里基叶（北非）与沙姆（叙利亚）的舰队的支援。伯罗奔尼撒半岛在这一波劫掠中损失尤其惨重。此外优卑亚、基克拉泽斯群岛也受袭击；帕特莫斯岛、卡尔帕索斯岛及附近的索卡斯特罗岛（Sokastro）被克里特人控制，其统治范围最北到达萨罗尼科斯湾的埃伊纳岛、伯罗奔尼撒南海岸的埃拉福尼索斯岛、基西拉岛；基克拉泽斯群岛的主岛纳克索斯岛（可能还有临近的帕罗斯岛、伊奥斯岛）被迫向其缴纳人头税（吉兹亚），且因为穆斯林方面的文字、实物留存很少，被他们控制的岛屿数目实际可能更多。这一波劫掠在整个爱琴海地区都产生了影响，一些岛屿被完全抛弃，另一些则放弃沿海地带以集中保护内陆地区。约806-902年，他们可能占领了雅典，904年，的黎波里的利奥率领的叙利亚舰队又劫掠了帝国第二大城市塞萨洛尼基。克里特人与叙利亚海军紧密合作，后者经常以克里特岛为基地或中间基地；的黎波里的利奥自塞萨洛尼基返航时，其所携带了2万多名俘虏多被卖给或送给克里特岛充当奴隶。同样的，克里特埃米尔也得到了埃及的突伦王朝（868-906年）的大力支持，但此后的伊赫什德王朝忽略了对克里特的援助。911年，拜占庭帝国又集中100多艘船舰远征克里特，由将领伊梅里欧斯指挥，但攻击数月后被迫撤走，在返回的路上，这支舰队在希俄斯岛被叙利亚舰队消灭。

### 拜占庭的再征服

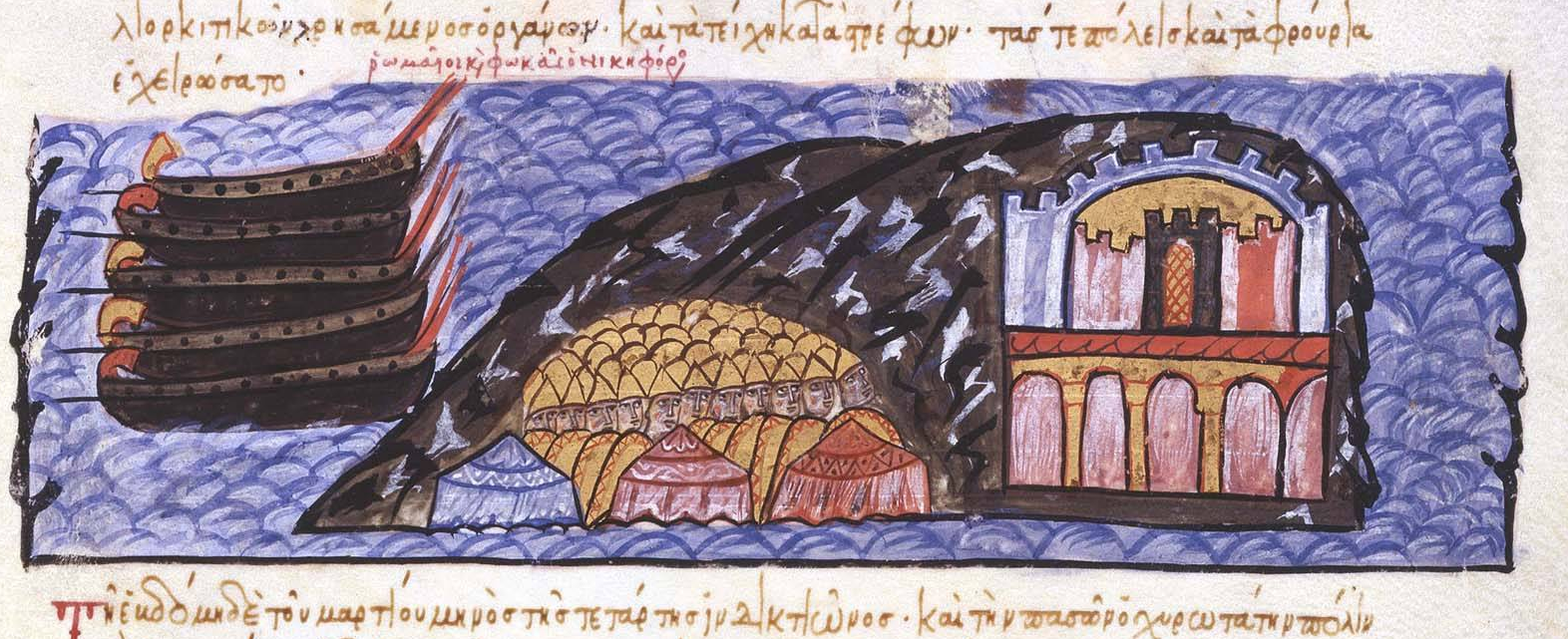
《马德里的斯基里泽斯历史抄本》插图：汉达克斯之围与穆斯林的主要堡垒

克里特的海盗行为在10世纪三四十年代达到又一个高峰，摧毁了南希腊、阿索斯山、小亚细亚海岸。因此，皇帝君士坦丁七世（913-959年在位）于949年再度发起远征，然而大军被一次奇袭击败，拜占庭史家们将其归罪于此次远征的主帅，既无能力又无经验的宫廷宦官君士坦丁·贡吉勒斯。君士坦丁七世并没有放弃，在他统治的最后几年中筹划另一次远征，但未来得及实施便去世了。他的继承人罗曼努斯二世（959-963年在位）完成了准备，委派极有能力的将领尼基弗鲁斯·福卡斯（后来成为皇帝尼基弗鲁斯二世）指挥。960年6月7月，尼基弗鲁斯率舰队与陆军起航，在岛上登陆，击败了穆斯林军，随后展开了对汉达克斯的长期围攻，度过冬季后，拜占庭军发起猛攻，3月6日攻入该城。
整个汉达克斯城遭到掠夺。清真寺和城墙被拆毁，穆斯林居民要么被杀，要么被卖为奴隶，克里特的最后一任埃米尔阿卜杜勒-阿齐兹·本·舒艾卜（希腊语称Κουρουπᾶς）与他的儿子努曼（al-Numan，希腊语称Ἀνεμᾶς）被俘，将他们送回君士坦丁堡后，尼基弗鲁斯举办了凯旋式。拜占庭帝国辟克里特岛为克里特军区，剩余的穆斯林居民在悔过者尼孔等传教士的工作下皈依基督教，其中就包括前埃米尔之子阿内马斯，他进入拜占庭军队，参加了970-971年对抗罗斯人的战争，并在多罗斯托隆战死。

## 余论
由于缺乏穆斯林统治的内部资料，克里特埃米尔国的前期历史仍处于迷雾之中。而且目前也没有发现穆斯林时期的重要考古遗迹（可能是961年拜占庭收复后故意破坏），只有一些地名体现阿拉伯人的影响。这影响了学者看待穆斯林治下的克里特岛的方式，他们只能主要依据拜占庭史料，站在拜占庭的角度，视克里特埃米尔国为“海盗巢穴”，靠海盗行为和奴隶贸易生存。
另一方面，穆斯林史料中关于克里特埃米尔国的史料较少且十分零散，但却将其描绘成一个井然有序的国家，拥有正常的货币经济，广泛开展贸易，其首都汉达克斯（今赫拉克利翁）甚至算得上是个文化中心。埃米尔国铸造的金币、银币、铜币有许多留存至今，重量和纯度几乎保持恒定，证明其经济发达，人民生活水平较高。在穆斯林治下，克里特岛与穆斯林世界的其他地区，尤其是埃及开展了广泛的贸易，还促进了农业的发展：维持一个独立国家的需要以及进入穆斯林世界市场的机会促使农业变得更加集约，甘蔗可能就是在这个时期被引入克里特岛。
目前还不清楚穆斯林入侵后岛上基督教徒的命运，传统观点认为，他们中的大部分不是转信伊斯兰教，就是被驱逐。但穆斯林史料提供了另一种说法，克里特岛上的基督徒作为从属阶级继续生存，和穆斯林征服其他地区后的做法相同那样，但这份史料也提到，安达卢斯人、新近的移民、改信者或他们的混合后代构成岛上人口的大多数。另外，拜占庭史家执事狄奥多西记载，乡下的克里特人没有土地，居住在岩壁和洞穴之中，在首领卡拉蒙特斯（Karamountes）的带领下离开山区，前来支援被尼基弗鲁斯围攻的汉达克斯。情况似乎是，穆斯林和改信者在城市中占有主导地位，但乡下的基督教居民似乎并没有受什么影响。

## 埃米尔列表
阿拉伯人和拜占庭人的记载中有埃米尔们的名字与继承顺序，而各个埃米尔发行的硬币是确定他们的身份、统治时间的主要依据，部分统治者的统治时间只能大概估计：
| 阿拉伯语名                                                                                | 希腊语文献称呼                                 | 统治时期          |
| ----------------------------------------------------------------------------------------- | ---------------------------------------------- | ----------------- |
| 阿布·哈夫斯·欧麦尔·伊格里蒂希（أبو حفص عمر إقريطش，Abu Hafs Umar al-Iqritishi）           | 阿波哈普斯（Ἀπόχαψ）或阿波哈普西斯（Ἀπόχαψις） | 827/828年–约855年 |
| 舒艾卜·本·欧麦尔（شعيب بن عمر，Shu'ayb ibn Umar）                                         | 塞佩斯（Σαΐπης）或塞特（Σαῆτ）                 | 约855年–880年     |
| 阿布·阿卜杜拉·欧麦尔·本·舒艾卜（أبو عبد الله عمر بن شعيب，Abu Abdallah Umar ibn Shu'ayb） | 巴布德尔（Βαβδέλ）                             | 约880年–895年     |
| 穆罕默德·本·舒艾卜·扎尔昆（محمد بن شعيب الزرقون，Muhammad ibn Shu'ayb al-Zarkun）         | 泽尔库内斯（Ζερκουνῆς）                        | 约895年–910年     |
| 优素福·本·欧麦尔·本·舒艾卜（يوسف بن عمر بن شعيب‎，Yusuf ibn Umar ibn Shu'ayb）             |                                                | 约910年–915年     |
| 阿里·本·优素福·本·欧麦尔（علي بن يوسف بن عمر‎，Ali ibn Yusuf ibn Umar）                    |                                                | 约915年–925年     |
| 艾哈迈德·本·欧麦尔（أحمد بن عمر بن شعيب‎，Ahmad ibn Umar）                                 |                                                | 约925年–940年     |
| 舒艾卜·本·艾哈迈德（شعيب بن أحمد‎，Shu'ayb ibn Ahmad）                                     |                                                | 940年–943年       |
| 阿里·本·艾哈迈德（علي بن أحمد，Ali ibn Ahmad）                                            |                                                | 943年–949年       |
| 阿卜杜勒-阿齐兹·本·舒艾卜（عبد العزيز بن شعيب，Abd al-Aziz ibn Shu'ayb）                  | 库鲁帕斯（Κουρουπᾶς）                          | 949年–961年       |

## 引用
1. 1 2  Canard 1971，第1082頁
2. ↑  Treadgold 1997，第313,325頁
3. 1 2  Miles 1964，第10頁
4. ↑  Treadgold 1997，第378頁
5. 1 2  Makrypoulias 2000，第347-348頁
6. ↑  Canard 1971，第1082-1083頁
7. ↑  Miles 1964，第10-11頁
8. ↑  Christides 1981，第89-90頁
9. ↑  Kubiak 1970，第51-52，esp.note3頁
10. 1 2 3 4 5 6 7 8 9 10  Canard 1971，第1083頁
11. ↑  参见Makrypoulias 2000，第348-351頁
12. ↑  Treadgold 1988，第251,253頁
13. ↑  Treadgold 1988，第253頁
14. ↑  Makrypoulias 2000，第349頁
15. ↑  Miles 1964，第11頁
16. 1 2  Christides 1981，第89頁
17. ↑  参见Treadgold 1988，第250-253,259-260頁
18. ↑  Treadgold 1988，第253-254頁
19. ↑  Makrypoulias 2000，第348,351頁
20. 1 2 3  Treadgold 1988，第254頁
21. ↑  Makrypoulias 2000，第349-350頁
22. ↑  Makrypoulias 2000，第347,357ff頁
23. ↑  Makrypoulias 2000，第348-349,357頁
24. ↑  Treadgold 1988，第255,257頁
25. ↑  Miles 1964，第9頁
26. 1 2  Christides 1981，第92頁
27. ↑  Treadgold 1988，第268頁
28. ↑  Christides 1981，第92,93頁
29. ↑  Treadgold 1988，第324-325頁
30. ↑  Makrypoulias 2000，第351頁
31. ↑  Treadgold 1997，第447頁
32. ↑  Treadgold 1997，第451頁
33. ↑  Makrypoulias 2000，第351-352頁
34. ↑  Treadgold 1997，第453頁
35. ↑  Wortley 2010，第147-148頁
36. ↑  Christides 1981，第93頁
37. ↑  Canard 1971，第1083–1084頁
38. ↑  Miles 1964，第6-8頁
39. 1 2 3 4 5 6  Canard 1971，第1084頁
40. ↑  Christides 1981，第95-97頁
41. ↑  Christides 1981，第82頁
42. ↑  Treadgold 1997，第467頁
43. ↑  Christides 1981，第83頁
44. ↑  Makrypoulias 2000，第352-353頁
45. ↑  Christides 1981，第94頁
46. ↑  Treadgold 1997，第470頁
47. ↑  Makrypoulias 2000，第353–356頁
48. ↑  Treadgold 1997，第489頁
49. ↑  Treadgold 1997，第493–495頁
50. 1 2  Treadgold 1997，第495頁
51. ↑  Canard 1971，第1084-1085頁
52. ↑  Kazhdan 1991，第96頁
53. ↑  Miles 1964，第11,16-17頁
54. ↑  参见Canard 1971，第1083頁
55. ↑  Christides 1981，第78-79頁
56. ↑  Miles 1964，第15-16頁
57. 1 2  Christides 1981，第98頁
58. ↑  Christides 1984，第33,116-122頁
59. ↑  Christides 1984，第116-118頁
60. ↑  Christides 1984，第104-109頁
61. ↑  Miles 1964，第15頁
62. ↑  Miles 1964，第11-15頁
63. ↑  Canard 1971，第1085頁